# 2010 EL139
2010 EL139 est un transneptunien faisant partie des plutinos de magnitude 5,4. Il a été découvert grâce au programme OGLE de l'Université de Varsovie utilisant l'observatoire de Las Campanas au Chili.
Son diamètre est estimé à 300 km, ce qui le qualifie comme un candidat au statut de planète naine.